# Juan Pablo Rial
Juan Pablo Rial (17 oktober 1984) is een Argentijns voetballer die anno 2011 uitkomt voor Sporting Charleroi. 

## Statistieken
| seizoen | club                   | land       | competitie         | wed. | goals |
| ------- | ---------------------- | ---------- | ------------------ | ---- | ----- |
| 2007/08 | Club Deportivo Español | Argentinië |                    | 0    | 0     |
| 2008/09 | Club Atlético Platense | Argentinië | Primera División   | 31   | 7     |
| 2009/10 | → CA All Boys          | Argentinië | Primera División   | 15   | 1     |
| 2010/11 | Club Atlético Platense | Argentinië | Primera División   | 1    | 1     |
| 2011    | → Sporting Charleroi   | België     | Jupiler Pro League | 2    | 0     |
| 2011    | → Sporting Charleroi   | België     | Play-Off III       | 0    | 0     |
|         |                        |            | Totaal             | 49   | 9     |